# مارك ريبر
مارك ريبر-ينسن (بالدنماركية: Marc Rieper)‏ (مواليد 5 يونيو 1968 في الدنمارك) هو لاعب كرة قدم دانمركي دولي سابق كان يلعب كمدافع. اعتزل اللعب عام 2000 مع نادي سلتيك. سبق له أن لعب في كأس العالم لكرة القدم مع منتخب بلاده. بدأ مسيرته الرياضية عام 1988 مع آرهوس جمناستيك فورينينغ. لعب خلال مسيرته 305 مباريات سجل خلالها 13 هدفاً.

## مسيرته الكروية
لعب مارك ريبر خلال مسيرته الاحترافية مع 4 أندية في أربعة عشر موسمًا وسجل خلالها 14 هدفًا ضمن 315 مباراة. حيث فاز في ثلاثة مواسم بالكأس وفي موسم واحد بالدوري.
خاض مارك ريبر مسيرته مع نادي آرهوس جمناستيك فورينينغ في موسم 1988 ليلعب معه أربعة مواسم، مشاركًا في 95 مباراة سجل خلالها 4 أهداف. ثم انتقل إلى نادي بروندبي في موسم 1991–92 ليلعب معه أربعة مواسم، حيث شارك في 93 مباراة سجل خلالها 3 أهداف. لينتقل بعدها إلى نادي وست هام يونايتد في موسم 1994–95 ليلعب معه أربعة مواسم، مشاركًا في 90 مباراة سجل خلالها 5 أهداف. ثم انتقل إلى نادي سلتيك في موسم 1997–98 ولمدة موسمين، مشاركًا في 37 مباراة سجل خلالها هدفين.

## الإنجازات
- كأس الدنمارك 1994
- كأس الملك فهد 1995
- الدرجة الممتازة الاسكتلندية 1998
- كأس الدوري الاسكتلندي 1997

## روابط خارجية
- مارك ريبر على موقع الاتحاد الدولي (مؤرشف)  (الإنجليزية)
- مارك ريبر على موقع قاعدة بيانات كرة القدم.إي يو (الإنجليزية)
- مارك ريبر على موقع ناشيونال فوتبول تيمز (الإنجليزية)
- مارك ريبر على موقع Soccerbase.com (لاعب) (الإنجليزية)
- مارك ريبر على موقع Soccerway.com (الإنجليزية)
- مارك ريبر على موقع عالم كرة القدم.نت (الإنجليزية)